# Тарасенко Андрій Павлович
Андрі́й Па́влович Тара́сенко (11 квітня 1981 — 3 листопада 2023) — український військовий, підполковник, начальник артилерії та заступник командира 128-ї окремої гірсько-штурмової бригади. Учасник російсько-української війни. Загинув внаслідок російського ракетного удару по шикуванню 128-ї бригади.

## Життєпис
Андрій Тарасенко народився 11 квітня 1981 року в селищі Степанівка Сумської області. У 1998—2002 роках навчався у Сумському військовому інституті артилерії при Сумському державному університеті. З 2002 по 2013 рік проходив службу у  300-му окремому механізованому полку в місті Чернівці. З 2013 року проходив службу у військовій частині А1556. З 2014 року брав участь в АТО на сході України: брав участь на найгарячіших напрямках Донеччини та Луганщини. З початком широкомасштабного російського вторгнення в Україну перебував на передовій. Обіймав посаду начальника артилерії та заступника командира 128-ї бригади. Загинув 3 листопада 2023 року, близько 10:00, внаслідок ракетного удару російських окупантів із застосуванням «Іскандер-М» перед церемонією нагородження бійців бригади, що відбувалася на території прифронтової зони в селі Зарічному Запорізької області. Загинув разом із 19 співслубовцями. Чин прощання із загиблим відбувся 6 листопада 2023 року в Чернівцях.

## Нагороди
- Орден Богдана Хмельницького III ступеня (28 липня 2023) — за особисту мужність, виявлену у захисті державного суверенітету та територіальної цілісності України, самовіддане виконання військового обов'язку.[6]
- орден «За мужність» III ступеня (27 червня 2015)[7]